# Allochromis welcommei
Espèce
Statut de conservation UICN

 VU D2 : Vulnérable
Allochromis welcommei est un poisson appartenant à la famille des Cichlidae.

## Répartition
Cette espèce est endémique du lac Victoria situé entre la Tanzanie et l'Ouganda.